# Bastones Rojos

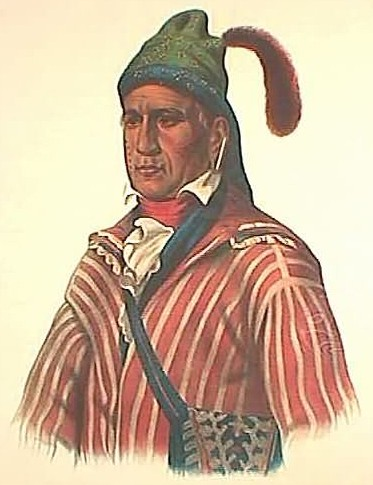
Menawa

Los Bastones Rojos (ingl. Red Sticks) es la denominción angloamericana de una facción tradicional de los indios creek que condujeron un movimiento de resistencia que culminó en el estallido de la Guerra Creek en 1813.
El término "bastones rojos" deriva de los bastones de guerra coloreados de rojo y los presuntos palos rojos mágicos usados por los chamanes creek.  Esta facción creek tenían un modo de vida profundamente arraigado en las costumbres tradicionales de la sociedad como la caza y la propiedad común.  Inspirados por el líder shawnee Tecumseh y enfadados por la invasión desenfrenada de la cultura blanca, los Bastones Rojos fueron a la guerra en contra de su propia gente.
Los Bastones Rojos provenían principalmente de las ciudades altas del Territorio Creek y se opusieron a la aculturación blanca.  La Guerra de Bastones Rojos, más comúnmente llamada la Guerra Creek, se combatió de 1813 a 1814.  Durante la guerra, los Bastones Rojos arremetieron contra los símbolos de la influencia blanca.  Mataron animales domésticos, destruyeron los aperos para cultivar la tierra y quemaron las cosechas.  Los utensilios de cocina metálicos así como los vestidos se recogían y quemaban.  Los Estados Unidos entraron en guerra después de la Masacre del Fuerte Mims.  Liderados por William Weatherford, Menawa y Peter McQueen, la guerra causó la pérdida de mitad del territorio creek tradicional y otra migración de éstos al territorio seminola de Florida.